# برتلسمان

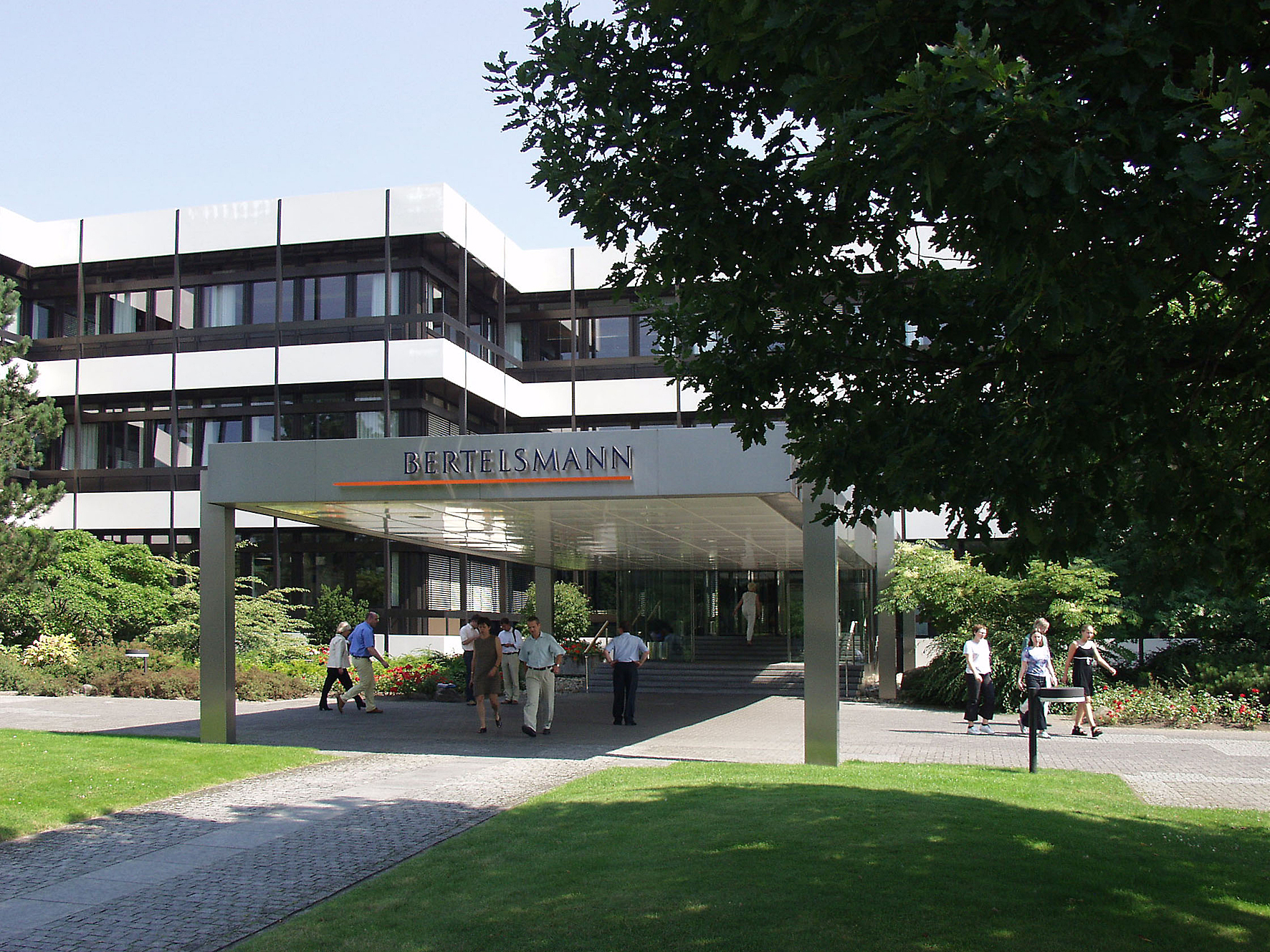
یکی از ساختمان‌های مرکزی برتلزمان در گوترزلوه

برتلسمان (به آلمانی: Bertelsmann AG) شرکت رسانه‌های گروهی و مطبوعاتی واقع در شهر گوترزلوه، آلمان است، که با درآمد ۱۵٫۲۵۳ میلیارد یورو در سال ۲۰۱۱ میلادی، رتبه دوم را در میان شرکت‌های رسانه‌ای جهان در اختیار دارد.
شرکت‌های گرونر اوند یار (ناشر مجله اشترن)، گروه پنگوئن، رادیو تلویزیون آرتی‌ال (به آلمانی: RTL) و بنگاه نشریاتی رندوم هاوس (به آلمانی: Random House) و ده‌ها سازمان کوچک و بزرگ چند رسانه‌ای دیگر، به این شرکت تعلق دارند.

## تاریخچه
کارل برتلسمان، مالک چاپخانه و کتاب فروشی کوچکی در شهر گوترزلوه در تاریخ ۱ ژوئیه ۱۸۳۵ بنگاه مطبوعاتی برتلزمان را بنیان نهاد. در حال حاضر، ۸۰٫۹٪ درصد از سهام این شرکت متعلق به بنیاد برتلزمان و ۱۹٫۱٪ درصد آن، در اختیار خانواده موهن می‌باشد.